# 困ったじいさん
『困ったじいさん』 （こまったじいさん）は、大江しんいちろうの漫画作品。
2018年11月22日の大江の公式Twitterにおいて、同日が「いい夫婦の日」であることに合わせて本作の2ページ漫画を投稿したところ、約13万の”いいね”がつき話題となった。2019年1月にはLINEが運営する漫画投稿プラットフォーム「LINEマンガ インディーズ」に本作を投稿し、16週のトライアル連載を行い読者からの反応を見る「フロンティアデビュープログラム」に9月から参加、好評を得たことから2020年1月28日より『LINEマンガ』での本連載が決定した。また、「フロンティアデビュープログラム」参加中の2019年11月22日にはKADOKAWAから単行本が発売され、2020年4月から7月にかけてBS日テレでテレビアニメが放送された。
ボケたフリをしてばあさんに愛の言葉を伝えるおじいさんと、そんなおじいさんにドキドキさせられっぱなしのばあさんを描く物語。

## 登場人物
じいさん
声 - 日野聡
本作の主人公。
ばあさん
声 - 水瀬いのり
じいさんの妻。
虎造（とらぞう）
近所に住むばあさんのゲートボール仲間。
マコ
じいさんとばあさんの孫。
ポチ
じいさんの家で飼われている猫。
ナレーション
声 - 森川智之

## 書誌情報
- 大江しんいちろう『困ったじいさん』KADOKAWA〈ビームコミックス〉、既刊1巻（2019年11月22日現在）
  1. 2019年11月22日発売[4]、ISBN 978-4-04-735824-9

## テレビアニメ
2020年4月8日より、BS日テレにて毎週水曜23:29 - 23:30に放送された。ナレーションは森川智之。

### スタッフ
- 原作・脚本・キャラクターデザイン - 大江しんいちろう「困った爺さん」（LINEマンガ）
- 監督 - ナミキヒロシ
- 音響制作 - チャンスイン
- 音響監督 - サイトウユウ
- 音楽 - 佐々木宏人
- 録音・調整 - 桑原秀綱
- アニメーション制作 - 勝鬨スタジオ
- 製作 - BS日テレ、MMDGP

### 主題歌
「じいさんのラブラブ♡スキャット」
じいさん（CV:日野聡）による主題歌。作詞・作曲は佐々木宏人。

### 各話リスト
| 話数   | サブタイトル | 放送日        |
| ------ | ------------ | ------------- |
| 第1話  | メシ         | 2020年 4月8日 |
| 第2話  | はんてん     | 4月15日       |
| 第3話  | 虎造         | 4月22日       |
| 第4話  | 窓           | 4月29日       |
| 第5話  | 老眼鏡       | 5月6日        |
| 第6話  | 茶柱         | 5月13日       |
| 第7話  | パソコン     | 5月20日       |
| 第8話  | 入れ歯       | 5月27日       |
| 第9話  | 川柳         | 6月3日        |
| 第10話 | マッサージ   | 6月10日       |
| 第11話 | すき焼き     | 6月17日       |
| 第12話 | 手品         | 6月24日       |
| 第13話 | 花火         | 7月1日        |